# Королёв, Анатолий Иванович
Анато́лий Ива́нович Королёв (1 ноября 1942 года, село Еремеевка, Саратовская область, РСФСР, СССР — 24 октября 1991 года, Ленинград, СССР) — советский эстрадный певец.

## Биография
Окончил Саратовское музыкальное училище имени Л. В. Собинова (ныне Саратовская государственная консерватория имени Л. В. Собинова).
- 1967 год — лауреат 1-го Международного фестиваля молодёжной песни в городе Сочи; первая премия за исполнение песни «Плакат»[2] (А. Флярковский — Р. Рождественский).
  - По другим данным, тогда же и на том же фестивале Анатолий Королёв стал лауреатом и получил первую премию за исполнение песни «Зависть» ленинградских авторов: композитора Александра Колкера на слова поэта Кима Рыжова.
- 1970 год — вышел его первый диск-гигант на фирме «Мелодия».
  - С начала 1970-х годов певец работает в ВИА «Весёлые голоса».
- 1973 год — участие в Международном фестивале эстрадной песни в Сопоте (Польша).
- 1975 год — на фирме «Мелодия» выходит диск-гигант Анатолия Королёва и ВИА «Весёлые голоса».

В последующие годы Анатолий Иванович занимался композиторской деятельностью, его песни исполняла певица Мария Пахоменко.
В 1980 году Анатолий Королёв попал в автоаварию, получил травмы ног, долго болел.
Мария Пахоменко рассказывала:
Я долго была под впечатлением после встречи с певцом печальной судьбы Анатолием Королёвым. У него удачно начиналась творческая карьера. Он пел в ансамбле «Дружба». — После трагического случая остался без ног и был всеми забыт. Когда мы его привезли в студию на передачу «Приглашает Мария Пахоменко», он был счастлив и великолепно вёл себя перед камерой.
Ему помогали Александр Броневицкий, Вилли Токарев и Иосиф Кобзон.
Похоронен в Ленинграде, на Красненьком кладбище.

## Личная жизнь
- Жена Надежда Константиновна
  - Сын Константин
    - Внуки и правнуки

## Дискография

### Грампластинки

#### Миньоны
- 1968 — Мелодии друзей-68. Анатолий Королёв («Мелодия», ГД 000979-80)[3]
- 1969 — Анатолий Королёв («Мелодия», ГД 0001517-18)[4]
- 1970 — Анатолий Королёв («Мелодия», ГД 0002155-6)[5]
- 1974 — Анатолий Королёв («Мелодия», М62-36705-6)[6]
- 1974 — Анатолий Королёв («Мелодия», С62—04901-2)[7]
- 1974 — Поёт Анатолий Королёв («Мелодия», Г62—04095-6)[8]
- 1974 — Анатолий Королёв. ВИА «Веселые голоса» («Мелодия», Г62-04403-4)[9]

#### Синглы
- 1968 — Мелодии друзей-68. Анатолий Королёв («Мелодия», ГД-000980)[10]
- 1972 — Полюби меня («Мелодия», 33ИД 32951)[11]
- 1973 — Анатолий Королёв. ВИА «Веселые голоса» («Мелодия», ГД 0003757)[12]
- 1974 — Перед расставанием («Мелодия», 33ИД 36326)[13]

#### Долгоиграющие пластинки
- 1970 — Поёт Анатолий Королёв («Мелодия», Д 027153-4)[14]
- 1975 — Анатолий Королёв и ВИА «Весёлые голоса» («Мелодия», С60-06009-10)[15]

### Магнитоальбомы (компакт-кассеты)
- 1975 — Анатолий Королёв и ВИА «Весёлые голоса» («Мелодия», СМ00385)[16]

### Компакт-диски
- 2004 — Анатолий Королёв. Золотая коллекция Ретро («Бомба Мьюзик», BoMB 033—149)[17]
- 2008 — Поёт Анатолий Королёв («Мелодия», MEL CD 60 01469)[18]

### Песни в исполнении Анатолия Королёва
- «А день-то какой» (А. Морозов — М. Рябинин) с Ниной Воробьёвой
- «Альтаир» (А. Королёв — М. Рябинин)
- «Бессердечная» (А. Экимян — М. Рябинин)
- «Весёлый дятел» (В. Соснов — М. Рябинин)
- «Вот я какой» (В. Дмитриев — Я. Голиков)
- «Голос Земли» (А. Островский — Л. Ошанин)
- «Дай мне, Россия, право на гражданство» (Р. Майоров — Н. Гуревич)
- «За белою рекой» (А. Морозов — В. Гин)
- «Зависть» (А. Колкер — К. Рыжов)
- «Звёздный дождь» (В. Соснов — М. Рябинин)
- «Красавица» (А. Морозов — М. Рябинин)
- «Крыши» (О. Фельцман — И. Шаферан)
- «Лучший день в году» (муз. Э. Кузинера, сл. М. Рябинина)
- «Любимые глаза» (В. Соснов — М. Рябинин)
- «Любовь и Поклонная гора» (Э. Сломчинский — Ю. Погорельский)
- «Метель» (Я. Дубравин — С. Льясов)
- «Моя звезда» (Е. Карасник — В. Крутецкий)
- «На взлёт» (А. Пахмутова — С. Гребенников, Н. Добронравов)
- «Не заставляйте женщин плакать» (Н. Подгорнов — Л. Щипахина)
- «Не ошибись» (А. Колкер — К. Рыжов)
- «Нева» (Я. Дубравин — О. Рябоконь)
- «Невские моржи» (А. Броневицкий — С. Фогельсон)
- «Неприметная красота» (А. Морозов — М. Рябинин)
- «О тебе поёт мне ветер» (Н. Голещанов — В. Крутецкий)
- «Одиннадцатый маршрут» (В. Шеповалов — А. Ольгин)
- «Отрада» (М. Шишкин — С. Рыскин)
- «Оттепель» (А. Морозов — М. Рябинин)
- «Парень с песней шёл по свету» (Ю. Капетанаки, А. Тургель — В. Крутецкий)
- «Перед расставанием» (Л. Рощин — Р. Рождественский)
- «Песенка друзей» (А. Бабаджанян — М. Танич)
- «Песня о моём городе» (Я. Дубравин — Я. Голяков)
- «Плакат» (А. Флярковский — Р. Рождественский)
- «Планета-целина» (О. Фельцман — В. Харитонов)
- «Под счастливой звездой» (с Ниной Воробьёвой)
- «Полюби меня» (В. Соснов — М. Рябинин)
- «Пою о любви» (Р. Майоров — М. Рябинин)
- «Прописные истины» (А. Морозов — М. Рябинин)
- «Радовать» (А. Днепров — М. Танич)
- «Свидание с Ленинградом» (Я. Дубравин — В. Сергеев)
- «Солнечное чудо» (Ф. Брук — В. Крутецкий)
- «Только ты одна» (Я. Дубравин — М. Ромм)
- «Ты для меня одна» (С. Пожлаков — Л. Лучкин)
- «Ты с нами, Ленинград» (Я. Дубравин — Н. Пилюцкий)
- «Улыбайся, человек!» (В. Дмитриев — М. Рябинин)
- «Футбольная песня из к/ф „Удар! Ещё удар!“» (В. Чистяков)
- «Хороши весной в саду цветочки» (Б. Мокроусов — С. Алымов)
- «Чудо — это ты» (Я. Дубравин — М. Ромм)
- «Это любовь» (Э. Кузинер — А. Ольгин)

## Отзывы
Газета «Неделя» писала:
Ленинградец Анатолий Королёв — певец большого гражданского темперамента. Все его песни социальны, страстны, полны мужественного и непримиримого пафоса. Такой пафос неизменно передаётся залу, потому, что в основе его не абстрактная декларация, а жизненная правда — выстраданная, обдуманная, осознанная.

## Память
- 2004 год — вышел альбом певца, записанный на компакт-диск, в серии «Золотая коллекция».
- 2017 год — полуденный выстрел из пушки Петропавловской крепости, прогремевший 1 ноября 2017 года, почтил память Анатолия Ивановича. В этот день ему исполнилось бы 75 лет. В честь 75-летия Анатолия Королёва прошли также вечера памяти в Санкт-Петербурге, Саратове и Петрозаводске.
- 2022 год — вышел документальный фильм Марины Кочневой «Вот я какой», посвящённый 80-летию со дня рождения Анатолия Королёва.